# Pedro Pineda y Gutiérrez
Pedro Pineda y Gutiérrez (El Puerto de Santa María, 2 de diciembre de 1891-Madrid, 7 de enero de 1983) fue un matemático español.

## Biografía
Asistió a la escuela de los Jesuitas del Puerto de Santa María, donde coincidió con Rafael Alberti, Pedro Muñoz Seca, Juan Ramón Jiménez y Fernando Villalón. Hizo el bachillerato en Jerez de la Frontera. En 1909 se trasladó a Madrid con su familia, al haber fallecido su padre. Estudió ingeniería y a la vez estudió por libre ciencias exactas en la Universidad Complutense de Madrid, licenciándose en 1915. Ingresó en la Real Sociedad Matemática Española . En 1916 y 1917 obtuvo una beca de la Junta para la Ampliación de Estudios para estudiar en Zúrich y Basilea. Al volver se doctoraría con la tesis Representaciones conformes según el método de Bieberbach.
En 1917 se incorporó al Laboratorio y Seminario Matemático de la JAE, siendo profesor auxiliar en la Facultad de Ciencias de Madrid. En 1918 obtuvo la cátedra de geometría descriptiva de la Universidad de Zaragoza, de la fue secretario en 1919. Actuó como intérprete de Albert Einstein cuando éste visitó España en 1923. Colaboró en la redacción de artículos matemáticos en la Enciclopedia Espasa. En 1933 obtuvo la cátedra de geometría diferencial y de geometría y trigonometría de la Facultad de Ciencias de la Universidad Central de Madrid. En 1935 fue nombrado subdirector de la Revista Matemática Hispano Americana (RMHA).
Durante la guerra civil española fue catedrático a la Universidad de Valencia. Una vez terminada la contienda, a pesar de la oposición del Servicio de Información y Policía Militar fue readmitido en la Universidad.  Impulsó la Mutualidad de Catedráticos y en 1950 fue nombrado académico de la Real Academia de Ciencias Exactas, Físicas y Naturales, pero renunció a ella en 1966 por problemas de salud. En 1961 fue condecorado con la Gran Cruz de la Orden de Alfonso X el Sabio.

## Obras
- Estudio de la colineación compleja en el plano y representación real de la misma (1924)